# Антигония (Сирия)
Антиго́ния (греч. Αντιγόνεια) — эллинистический город в сирийской области Селевкида (на территории современной Турции), располагавшийся у реки Оронт.
Был основан полководцем Александра Македонского Антигоном I Одноглазым в 307 году до нашей эры и был предназначен для того, чтобы стать столицей его государства. Город находится примерно в 7 км к северо-востоку от Антакьи (провинция Хатай, Турция). После битвы при Ипсе в 301 году до нашей эры, в которой погиб Антигон, жители Антигонии переселились в только что основанный город его более удачливого соперника Селевка I Никатора под названием Антиохия, которую Селевк основал немного ниже по течению. Диодор Сицилийский ошибочно говорит, что жители были вывезены в Селевкию Пиерию. Антигония продолжала, однако, существовать, и упоминается в связи с войной с парфянами после поражения триумвира Марка Лициния Красса.